# Ранко (Варезе)
Ранко (итал. Ranco) је насеље у Италији у округу Варезе, региону Ломбардија.
Према процени из 2011. у насељу је живело 894 становника. Насеље се налази на надморској висини од 217 м.

## Становништво
Према резултатима пописа становништва 2011. у општини је живело 1.326 становника.
| 1931. | 1936. | 1951. | 1961. | 1971. | 1981. | 1991. | 2001. | 2011. |
| ----- | ----- | ----- | ----- | ----- | ----- | ----- | ----- | ----- |
| 584   | 546   | 653   | 742   | 851   | 1.014 | 970   | 1.108 | 1.326 |